# Diego Fabbri
Pour les articles homonymes, voir Fabbri.
Diego Fabbri est un acteur, dramaturge et scénariste italien, né le 2 juillet 1911 à Forlì, mort le 14 août 1980  à Riccione (alors province de Forlì, aujourd'hui province de Rimini). Il était membre du premier jury de l'Office catholique international du cinéma (OCIC) à la Mostra internazionale d'arte cinematografica di Venezia qui avait lieu du 19 août jusqu'au septembre 4, 1948. Ce jury avait primé le film de John Ford Dieu est mort.

## Filmographie

### Cinéma
- 1942 : Pastor Angelicus
- 1945 : Maria-Christine (Canto, ma sottovoce...)
- 1945 : La Porte du ciel (La porta del cielo)
- 1945 : I dieci comandamenti
- 1945 : Il sole di Montecassino
- 1946 : Le Témoin (Il testimone)
- 1946 : Un jour dans la vie (Un giorno nella vita)
- 1947 : Daniele Cortis
- 1948 : Guerra alla guerra
- 1949 : Fabiola
- 1950 : Peppino e Violetta
- 1950 : Les Derniers Jours de Pompéi (Gli ultimi giorni di Pompei)
- 1951 : Clandestino a Trieste
- 1951 : Pour l'amour du ciel (È più facile che un cammello...)
- 1951 : Virginité (Verginità)
- 1952 : Les Coupables (Processo alla città)
- 1952 : Les Sept péchés capitaux
- 1952 : Europe 51 (Europa '51)
- 1953 : La passeggiata
- 1953 : Les Anges déchus (Il mondo le condanna)
- 1953 : Les Vaincus (I vinti)
- 1954 : La Conquête héroïque (La principessa delle Canarie)
- 1954 : Il seduttore
- 1956 : Les Week-ends de Néron (Mio figlio Nerone)
- 1958 : Barrage contre le Pacifique (This Angry Age)
- 1958 : Mon gosse (Totò e Marcellino)
- 1959 : La Loi (La legge)
- 1959 : Le Général Della Rovere (Il generale Della Rovere)
- 1959 : Signé Arsène Lupin
- 1960 : Les Évadés de la nuit (Era notte a Roma)
- 1961 : Vive l'Italie (Viva l'Italia!)
- 1961 : Vanina Vanini
- 1961 : Barabbas
- 1961 : Les Frères corses (I fratelli Corsi)
- 1962 : Ton ombre est la mienne
- 1962 : Les Guérilleros (I briganti italiani)
- 1962 : Les Mystères de Paris
- 1962 : Foudres sur Babylone (Le sette folgori di Assur)
- 1962 : Costantino il grande
- 1963 : Tempo di Roma
- 1963 : Le Lit conjugal (L'ape regina)
- 1963 : Concilio Ecumenico Vaticano II
- 1964 : El señor de La Salle
- 1964 : Le cocu magnifique (Il magnifico cornuto)
- 1965 : Marcia nuziale
- 1965 : Une fille qui mène une vie de garçon (La bugiarda)
- 1970 : La Modification
- 1973 : Proceso a Jesús
- 1974 : Le Voyage (Il viaggio)
- 1981 : From a Far Country (it)

### Télévision
- 1959 : Processo di famiglia
- 1959 : Proces tegen Jezus
- 1961 : Processo Karamazov
- 1962 : Rancore
- 1962 : Paludi (Le Marais), téléfilm de Gilbert Pineau
- 1963 : Processo a Gesù
- 1963 : Någon av er
- 1963 : Iemand voor U
- 1963 : Joku teistä
- 1964 : Vita di Michelangelo
- 1964 : Le inchieste del commissario Maigret (série TV)
- 1965 : Questa sera parla Mark Twain
- 1965 : Want niets blijft verborgen
- 1967 : Questi nostri figli
- 1968 : Processo di familgia
- 1968 : Processo a Gesù
- 1968 : Theatre 625 (série TV)
- 1968 : Estudio 1 (série TV)
- 1969 : La fine dell'avventura
- 1969 : La Librairie du soleil, téléfilm d'Edmond Tyborowski
- 1969 : I fratelli Karamazov
- 1970 : Re Cervo
- 1972 : Processo ad un atto di valore
- 1972 : I demoni
- 1972 : Il sospetto
- 1973 : Un attimo, meno ancora
- 1975 : Tommaso d'Aquino
- 1976 : Il vizio assurdo
- 1976 : Rosso veneziano
- 1977 : Ritratto d'ignota
- 1977 : Supermarina: Commissione d'inchiesta speciale SMG 507
- 1979 : A fondo (série TV) en tant qu'acteur
- 1989 : La bugiarda
- 1989 : Isabella la ladra
- 1992 : Processo di famiglia

## Théâtre
Auteur
- 1955 : Procès à Jésus (Processo a Gesù)
- 1956 : Le Séducteur, mise en scène François Périer, Théâtre de la Michodière
- 1958 : Dieu Inquisition, mise en scène Jo Tréhard, Comédie de l'Ouest
- 1960 : Le Signe du feu, mise en scène Marcelle Tassencourt, Théâtre Hébertot
- 1970 : Le Procès Karamazov d'après Dostoïevski, mise en scène Pierre Franck, Théâtre de la Michodière

Metteur en scène
- 1962 : Procès et mort de Staline  d'Eugenio Corti